# Opsodoras boulengeri
Opsodoras boulengeri  es una especie de peces de la familia Doradidae en el orden de los Siluriformes. El nombre científico de la especie fue publicado por primera vez en 1915 por Franz Steindachner.

## Morfología
• Los machos pueden llegar alcanzar los 14,2 cm de longitud total.

## Hábitat
Es un pez de agua dulce y de clima tropical.

## Distribución geográfica
Se encuentran en Sudamérica: cuenca superior del río Amazonas.